# Trojanówka (Ukraina)
Trojanówka (ukr. Троянівка) – wieś na Ukrainie, w obwodzie wołyńskim w rejonie kamieńskim. We władaniu gromady znajduje się powierzchnia 223,6 km². Według spisu w roku 2001 wieś liczyła 899 osób.
Znajduje się tu stacja kolejowa Trojanówka, położona na linii Sarny – Kowel.

## Historia
W II Rzeczypospolitej Trojanówka należała do wiejskiej gminy Gródek (później przekształconej w gminę Maniewicze) w powiecie kowelskim w woj. wołyńskim i liczyła w 1921 roku 624 mieszkańców.